# John Pallett
Pour les articles homonymes, voir Pallett.
John Cameron Pallett (15 février 1921-3 octobre 1985) est un homme politique canadien de l'Ontario. Il est député fédéral progressiste-conservateur de la circonscription ontarienne de Peel à partir d'une élection partielle en 1954 à 1962.

## Biographie
Né à Dixie (en), aujourd'hui  dans Mississauga, en Ontario, Pallett étudie à l'université de Toronto où il reçoit un B. A. en 1941. 
De 1942 à 1945, il sert lieutenant dans The Governor General's Horse Guards, une division blindée de reconnaissance servant au Royaume-Uni, en France, en Italie, en Belgique, aux Pays-Bas et en Allemagne. 
De retour au Canada, il étudie à la Osgoode Hall Law School et obtient un Bachelor of Laws en 1947. Il fonde ensuite la Pallett & Pallett Law Firm en 1948 et siège au Barreau de l'Ontario. 
Pallett est élu lors d'une élection partielle en 1954, il est réélu en 1957 et 1958. Il est défait en 1962.
Durant sa carrière parlementaire, il occupe la fonction de secrétaire parlementaire du premier ministre du Canada, whip en chef du gouvernement et chef de la délégation de l'OTAN en Europe en 1959.